# Wayne Green
Wayne Sanger Green II (3 de setembre de 1922 - 13 de setembre de 2013, Littleton, Nou Hampshire) va ser un editor i escriptor estatunidenc, fundador de 73, 80 Microcomputer, Byte, CD Review, Cold Fusion, Kilobaud Microcomputing, RUN i altres revistes. Green va ser també un assessor internacional. Durant els primers anys 1980, va ajudar en la creació de la pionera revista brasilera d'informàtica, Micro Sistemas.
En els seus últims anys, va viure en una casa de camp a Hancock, Nou Hampshire, on ha mantingut un lloc web amb continguts de la seva botiga de llibres en línia.